# Milein Cosman
Milein Cosman (née le 31 mars 1921 à Gotha et morte le 21 novembre 2017 à Londres) est une dessinatrice britannique d'origine allemande.
Elle arrive à Londres en 1939 et, après avoir étudié à la Slade School of Fine Art, s'établit comme illustratrice de livres et de magazines en indépendant. Elle est surtout connue pour ses portraits de musiciens (Benjamin Britten, Igor Stravinsky...) pris sur le vif.
Elle était la femme du compositeur Hans Keller.